# IIIe législature de la Députation générale de La Rioja
La IIIe législature de la Députation générale de La Rioja est un cycle parlementaire de la Députation générale de La Rioja, d'une durée de quatre ans, ouvert le 21 juin 1991 à la suite des élections du 26 mai précédent, et clos le 4 avril 1995.

## Bureau
| Poste                   | Titulaire           | Parti | Parti |
| ----------------------- | ------------------- | ----- | ----- |
| Président               | Félix Palomo        |       | PSOE  |
| Premier vice-président  | Leopoldo Virosta    |       | PR    |
| Seconde vice-présidente | Carmen Las Heras    |       | PP    |
| Premier secrétaire      | Eduardo Peche       |       | PSOE  |
| Second secrétaire       | Juan José Irastorza |       | PP    |

## Groupes parlementaires
| Nom | Nom                    | Début | Fin | Porte-parole               |
| --- | ---------------------- | ----- | --- | -------------------------- |
|     | Groupe socialiste      | 16    | 16  | Mario Fraile               |
|     | Groupe populaire       | 15    | 15  | Joaquín Espert             |
|     | Groupe Partido Riojano | 2     | 2   | Miguel González de Legarra |

## Commissions parlementaires
| Commission                                                                                        | Président                  | Parti | Parti |
| ------------------------------------------------------------------------------------------------- | -------------------------- | ----- | ----- |
| Commissions permanentes législatives                                                              |                            |       |       |
| Commission des Finances, de l'Économie et du Budget                                               | Alberto Olarte             | PP    |       |
| Commission de l'Administration territoriale, de l'Aménagement du territoire et de l'Urbanisme     | Miguel Ángel Prieto        | PP    |       |
| Commission de l'Éducation et de la Culture                                                        | Miguel González de Legarra | PR    |       |
| Commission de l'Agriculture et de l'Élevage                                                       | José Ruiz                  | PSOE  |       |
| Commission des Travaux publics, des Transports et des Communications                              | Francisco Ruiz             | PSOE  |       |
| Commission du Travail, de la Santé et de l'Action sociale                                         | Enrique Aldonza            | PSOE  |       |
| Commissions permanentes non-législatives                                                          |                            |       |       |
| Commission du Règlement et du Statut du député                                                    | Félix Palomo               | PSOE  |       |
| Commission institutionnelle, du Développement du statut et du régime de l'administration publique | Eduardo Peche              | PSOE  |       |
| Commission des Pétitions et de la Défense du citoyen                                              | José Ruiz                  | PSOE  |       |

## Gouvernement et opposition
| Candidat                        | Date                                    | Vote       |      |    |    | Résultat |
| Candidat                        | Date                                    | Vote       | PSOE | PP | PR | Résultat |
| José Ignacio Pérez Sáenz (PSOE) | 28 juin 1991 (majorité absolue requise) | Oui        | 16   |    | 2  | 18 / 33  |
| José Ignacio Pérez Sáenz (PSOE) | 28 juin 1991 (majorité absolue requise) | Non        |      | 15 |    | 15 / 33  |
| José Ignacio Pérez Sáenz (PSOE) | 28 juin 1991 (majorité absolue requise) | Abstention |      |    |    | 0 / 33   |

## Désignations

### Sénateurs
| Parti | Parti | Sénateurs désignés     | Voix |
| ----- | ----- | ---------------------- | ---- |
| PR    |       | Leopoldo Virosta Garoz | NC   |

- Désignation : 23 juin 1993.